# Oroplexia decorata
Oroplexia decorata är en fjärilsart som beskrevs av Moore 1882. Oroplexia decorata ingår i släktet Oroplexia och familjen nattflyn. Inga underarter finns listade i Catalogue of Life.